# Chlebowo (Września)
Pour les articles homonymes, voir Chlebowo.
Chlebowo (prononciation : [xlɛˈbɔvɔ], en allemand : Schleborg) est un village polonais de la gmina de Miłosław dans le powiat de Września de la voïvodie de Grande-Pologne dans le centre-ouest de la Pologne.
Il se situe à environ 8 kilomètres au sud-est de Miłosław (siège de la gmina), à 19 kilomètres au sud de Września (siège du powiat) et à 52 kilomètres au sud-est de Poznań (capitale régionale).
Le village possédait une population de 211 habitants en 2013.

## Histoire
De 1975 à 1998, le village faisait partie du territoire de la voïvodie de Poznań.

Depuis 1999, Chlebowo est situé dans la voïvodie de Grande-Pologne.